# Aly & AJ
Aly & AJ (sinds 2004 tot heden, voorheen 78violet) is een tienerpopduo bestaande uit de zussen Alyson Renae "Aly" Michalka en Amanda Joy "AJ" Michalka. Ze werden geboren in Torrance, Californië, maar brachten een deel van hun jeugd door in Seattle. Ze zijn beiden actrice, singer-songwriter en gitariste. Hun laatste single verscheen in april 2025.

## Jonge jaren
De zusjes zongen op hun derde en vijfde al in de kerk en toen Aly negen jaar was, begonnen ze samen te zingen. De zussen wonen in Calabasas met hun ouders. Hun moeder zong vroeger in een christelijke band genaamd "J.C. Band". Alyson speelde naast Ricky Ullman in Phil of the Future op Disney Channel.

## Biografie van Alyson Michalka
Alyson Michalka werd geboren in Torrance, Californië, op 25 maart 1989. Ze speelt al piano sinds haar zesde en begon met gitaarspelen toen ze dertien was. Ze begon met acteren toen ze vijf jaar oud was, voornamelijk in kerkproducties.
Alyson groeide op met het christelijke geloof, net als de andere leden van haar familie.
Ze maakte haar acteerdebuut toen ze werd uitgekozen voor de rol van Keely Teslow in Phil of the Future. Ze speelde ook in Now You See It..., waarin ze Allyson Miller speelt, een ambitieuze televisieproducente, en Cow Belles, waarin ze tegenover haar zus speelt.

### Filmografie

#### Televisiefilms
- Now You See It... (2005) - Allyson Miller
- Cow Belles (2006) - Taylor Callum
- Super Sweet 16: The Movie (2007) - Taylor Tiara

#### Televisieseries
- Hellcats (2010) - Marti Perkins
- iZombie (2015) - Peyton Charles

Hoofdrollen
- Phil of the Future (2004) - Keely Teslow
- Bandslam (2009) - Charlotte Barnes
- Easy A (2010) - Rhiannon

Gastoptredens
- Live with Kelly and Michael (2006) - Zichzelf
- Total Request Live (2006) - Zichzelf
- America's Got Talent (2006) - Zichzelf
- The Megan Mullally Show (2006) - Zichzelf
- Good Morning America (2006) - Zichzelf
- MTV Cribs (2006) - Zichzelf
- Fox and Friends (2007) - Zichzelf
- Live with Regis and Kelly (2007) - Zichzelf
- Punk'd (2007) - Zichzelf
- My Super Sweet 16 (2007) - Zichzelf

## Biografie van Amanda Michalka
Amanda Michalka werd geboren in Torrance op 10 april 1991.
Michalka speelde als kind in verschillende WORD Music-producties in haar kerk in Zuid-Californië. Ze bespeelt verschillende instrumenten, zoals de akoestische gitaar, elektrische gitaar, piano en bongo. In maart 2006 maakte ze haar debuut op de zender Disney Channel in Cow Belles als Courtney Callum samen met haar zus Aly, die Taylor Callum speelde. Ze was ook te zien in series als Oliver Beene, Six Feet Under, The Guardian en General Hospital.

### Filmografie

#### Televisiefilms
- Super Sweet 16: The Movie (2007) - Sara Conners
- Cow Belles (2006) - Courtney Callum

#### Televisieseries
Hoofdrollen
- Kitty's Dish (2005)
- Six Feet Under (2004) - Ashley
- General Hospital (2004) - Ashley B.
- Oliver Beene (2003-2004) - Bonnie
- The Guardian (2002-2004) - Shannon Gressler
- Birds of Prey (2002-2003) - Jonge Dinah
- Passions (2002) -
- Grace unplugged - Grace

Sheridans dochter
Gastoptredens
- Fox and Friends (2007) - Zichzelf
- Live with Regis and Kelly (2007) - Zichzelf
- Punk'd (2007) - Zichzelf
- MTV Cribs (2006) - Zichzelf
- Total Request Live (2006) - Zichzelf
- Live with Regis and Kelly (2006) - Zichzelf
- Good Morning America (2006) - Zichzelf
- Live with Regis and Kelly (2006) - Zichzelf
- America's Got Talent (2006) - Zichzelf
- The Megan Mullally Show (2006) - Zichzelf
- My Super Sweet 16 (2007) - Zichzelf

## Muziek

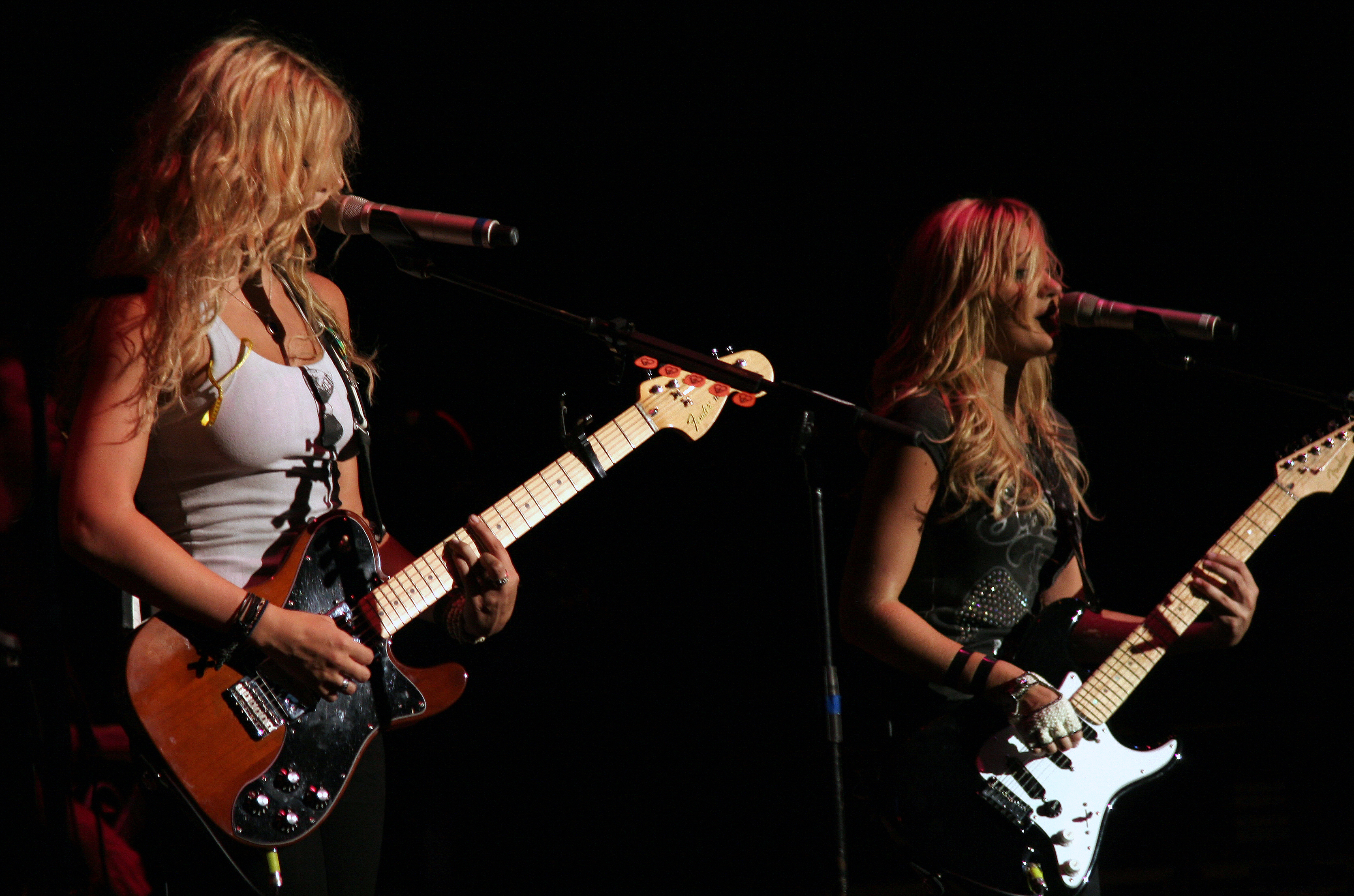
Aly & AJ

Aly & AJ's debuutalbum Into the Rush werd platina in mei 2007, maar werd uitgebracht in augustus 2005. "No One" was te horen op de soundtrack van Ice Princess. Het nummer "Do You Believe in Magic", oorspronkelijk geschreven en opgenomen door The Lovin' Spoonful, voegde een rocknummer toe aan het album. De cover is gebruikt in de soundtrack van  Now You See It, waarin Alyson een rol had als Allison. Hun cover van Katrina & the Waves, "Walking on Sunshine", is gebruikt in Herbie: Fully Loaded.
Het "Aly & AJ Concert" was op 24 juli 2005 in het Henry Fondatheater in Hollywood. Het uitgezonden concert was ingekort tot vijf nummers en interviews. Het concert bevatte nummers van Into the Rush. Aly & AJ openden voor The Cheetah Girls in december 2005 op hun tournee Cheetah-licious Christmas.
Op 26 september 2006 verscheen hun album Acoustic Hearts of Winter. Op dit album zongen Aly & AJ traditionele kerstliedjes, zoals "Joy to the World" en "Silent Night", maar er staan ook nieuwe nummers op zoals "Greatest Time of Year" en "Not This Year".
Op 8 mei 2007 werd er een klein stukje van de eerste single van het volgende album, "Potential Breakup Song", uitgebracht. De volledige single lekte een week later uit op internet. Het nummer was vanaf juni 2007 op aanvraag te horen en te downloaden via iTunes als onderdeel van hun nieuwe album Insomniatic. Het album kwam uit op 10 juli 2007 in de Verenigde Staten en bereikte nummer 15 in de Billboard 200. "Potential Breakup Song" kwam op zijn hoogst op nummer 17 in de Billboard Hot 100. In oktober 2007 verscheen de eerste single van dit album als tweede single in Groot-Brittannië. De single bereikte nummer 22 in de hitlijsten, maar het album flopte en belandde op nummer 72. Na het uitbrengen van het album waren de zangeressen constant bezig met toeren, eerst van juli tot augustus in de Verenigde Staten en daarna een paar maanden in Engeland. In januari 2008 werd "Potential Breakup Song" de superstream op TMF, terwijl in de VS "Like Whoa" als tweede single uitkwam. Intussen gingen de meisjes weer toeren, maar dit keer als voorprogramma van Hannah Montana. Een maand later ging de videoclip van "Like Whoa" in première, op het YouTube-account van Hollywood Records.
Enkele van hun nummers zijn ook beschikbaar in het karaoke-spel Sing It van Disney.
Op 18 augustus 2017, tien jaar na het uitbrengen van hun laatste single hebben ze weer nieuwe muziek uitgebracht. Een single genaamd 'Take Me'.

### Albums
- Into the Rush, 2005
- Acoustic Hearts of Winter, 2006
- Insomniatic, 2007
- Ten Years, 2017
- Sanctuary, 2019
- A Touch of the Beat Gets You Up on Your Feet Gets You Out and Then Into the Sun, 2021
- With Love From, 2023
- Silver Deliverer, 2025
- 20 Years Of Into The Rush (Live), 2025

### Singles
- Rush, 2005
- Chemicals React, 2006
- Greatest Time of Year, 2006
- Like Whoa, 2008
- Take Me, 2017
- I Know, 2017
- Ten Years, 2017
- Good Love, 2018
- Church, 2019
- Don't Go Changing, 2019
- Sanctuary, 2019
- Attack of Panic, 2020
- Joan of Arc on the Dance Floor, 2020
- Slow Dancing, 2020
- Potential Breakup Song, 2020
- Listen!!!, 2021
- Pretty Places, 2021
- Symptom of Your Touch, 2021
- Don't Need Nothing, 2021
- I Need My Girl, 2021
- Get Over Here, 2021
- Am I Alright, 2021
- Dead on the Beach, 2022
- Like Whoa (A&A Version), 2022
- Chemicals React (A&A Version), 2022
- Dance With You, 2022
- With Love From, 2022
- Baby Lay Your Head Down, 2023
- After Hours, 2023
- Sirens, 2024
- What It Feels Like, 2025
- Next To Nothing, 2025
- If You Get Lonely, 2025
- Dandelions, 2025